# Søren Andersen (1970)
Søren Andersen (Aarhus, 31 januari 1970) is een Deens voormalig voetballer die speelde als aanvaller.

## Carrière
Andersen maakte zijn profdebuut voor Aarhus GF en speelde er tot in 1993 in 1992 won hij met hen de beker. Hij vertrekt dat jaar naar het Spaanse UE Lleida waar hij een seizoen speelde en trok naar Rayo Vallecano waar hij ook een seizoen speelde. Hij trok op het einde van dat seizoen naar het Zweedse IFK Norrköping, maar vertrok al snel naar Aalborg BK. Daar speelde hij tot in 1998, en vertrok naar het Engelse Bristol City FC maar keerde na een seizoen al terug naar Odense BK. In 2004 sloot hij zijn carrière af bij Aarhus GF.
Hij speelde twaalf interlands voor Denemarken en speelde als jeugdinternational op de Olympische Spelen in 1992. Hij nam ook deel aan het EK voetbal 1996.

## Erelijst
- Aarhus GF
  - Deense voetbalbeker: 1992

1 Jørgensen ·
2 Helveg ·
3 Laursen ·
4 Thomsen ·
5 Frank ·
6 Kjeldbjerg ·
7 Madsen ·
8 Ekelund ·
9 Molnar ·
10 Frandsen ·
11 Møller ·
12 Risager ·
13 Tøfting ·
14 Højer ·
15 Hansen · 
16 Flies ·
17 Mosegaard Madsen ·
18 Larsen ·
19 Andersen ·
20 Johansen ·
Coach: Jensen
1 Schmeichel ·
2 Helveg ·
3 Rieper ·
4 Olsen ·
5 J. Høgh ·
6 Schjønberg ·
7 Steen Nielsen ·
8 Thomsen ·
9 Beck ·
10 M. Laudrup  ·
11 B. Laudrup ·
12 Piechnik ·
13 Larsen ·
14 Risager ·
15 E.B. Andersen ·
16 L. Høgh ·
17 A. Nielsen ·
18 Vilfort ·
19 Tøfting ·
20 Laursen ·
21 S. Andersen ·
22 Krogh ·
Coach: Møller Nielsen